# Parti progressiste (États-Unis, 1912)
Pour les articles homonymes, voir Parti progressiste.
Le Parti progressiste (en anglais : Progressive party) est un tiers parti politique américain créé en dissidence du Parti républicain (États-Unis) pour promouvoir une politique sociale plus avancée et plus proche des préoccupations propres à l'ère progressiste.

Fondé en 1912, le premier parti progressiste, surnommé Bull Moose Party (le « parti de l'orignal »), fit de l'ancien président républicain Theodore Roosevelt son candidat à l'élection présidentielle de la même année. Après son échec à cette élection ainsi qu'aux scrutins de mi-mandat de 1914, le parti déclina et disparut en 1916.

Il fut relancé huit ans plus tard par le sénateur républicain Robert M. La Follette, ancien rival de Roosevelt, qui obtint un score honorable à l'élection présidentielle de 1924. Ce second parti, principalement implanté dans le Wisconsin, s'éteignit dans les années 1940.

## Histoire

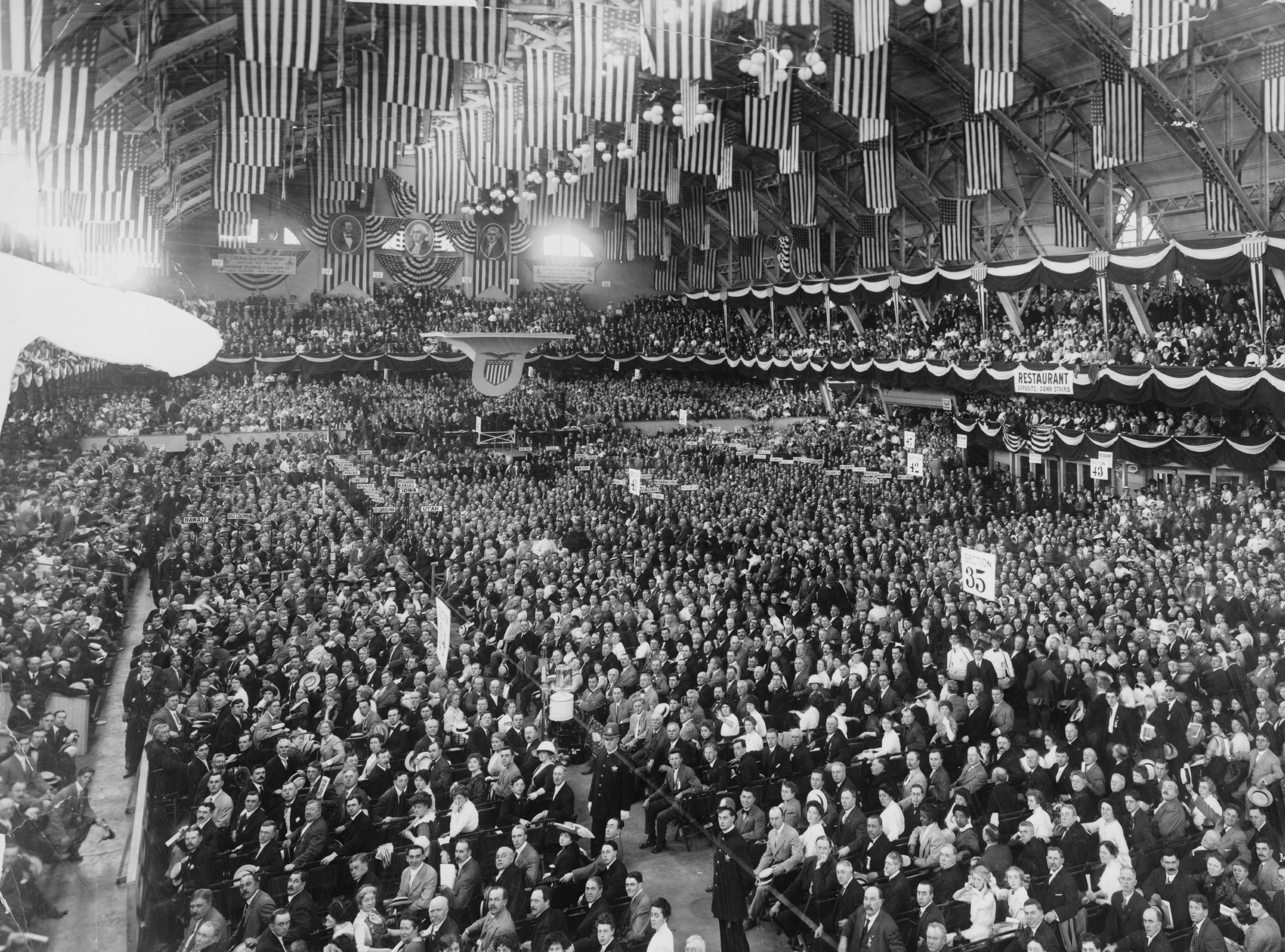
Convention progressiste, 5-6 août 1912, à Chicago.

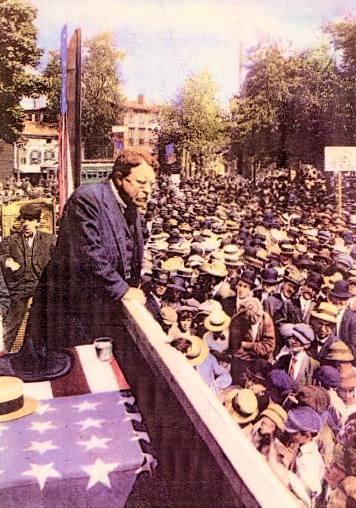
Roosevelt en campagne électorale. Carte postale colorisée de 1912.

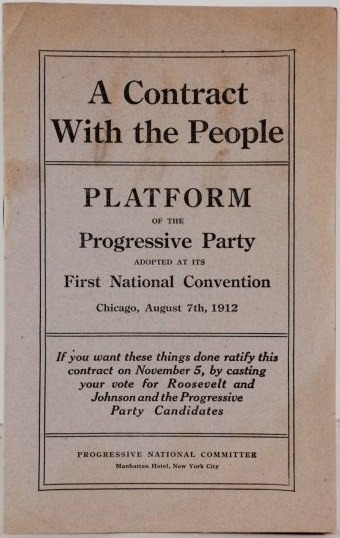
Programme électoral de 1912 du Parti progressiste: « Un contrat avec le Peuple ».

### Création
En désaccord avec la politique menée par son successeur, le président William Howard Taft, l'ancien président Théodore Roosevelt (1900-1908) décida de se représenter à l'élection présidentielle de 1912, entrant ainsi en dissidence du Parti républicain, ce dernier ayant ré-investi Taft le 22 juin.
Roosevelt et ses partisans, qui comptaient récupérer les mécontents des deux grands partis, rejoignirent alors le Parti progressiste, fondé la même année par l'éditeur Frank A. Munsey, inventeur du Pulp, et le financier George W. Perkins.

Ayant reçu l'investiture de ce nouveau parti à l'issue de la convention de Chicago (5-6 août 1912), Roosevelt éclipsa ainsi Robert M. La Follette, qui menait une faction progressiste au sein du Parti républicain depuis 1910. Ayant commencé à faire campagne sur le thème rooseveltien de la lutte contre les trusts, dès la fin de l'année 1911, avec l'intention de présenter sa candidature à la convention républicaine, La Follette estimait par conséquent être le candidat légitime du mouvement.
Roosevelt ayant déjà exercé deux mandats présidentiels, sa candidature irrita les tenants de la tradition washingtonienne. Il tenta de dissiper ces critiques en faisant valoir le fait que ses trois mandats ne seraient pas consécutifs : « Si j'ai dit, a-t-il expliqué, qu'après une seconde tasse de café je n'en prendrai pas une troisième, cela signifie que je ne la boirai pas immédiatement, mais non pas que je n'en boirai jamais plus ».

### Programme politique
Outre sa volonté de lutter contre les trusts et les monopoles, Roosevelt proposait une politique de Nouveau nationalisme (New Nationalism). Inspirée d'un ouvrage d'Herbert Croly, cette politique prônait un gouvernement plutôt interventionniste, régulant l'industrie et les affaires, et protégeant les classes laborieuses et les classes moyennes dans une optique plutôt paternaliste. La plateforme du parti incluait notamment des lois de couverture sociale des femmes et des enfants, un renforcement des impôts sur le revenu et sur les successions, ainsi que le droit de vote des femmes. Le président de la convention de Chicago, Albert J. Beveridge, résuma cette plateforme par un slogan : « La fraternité sociale contre l'industrialisme sauvage ! ».
Les réformes sociales contenues dans ce programme dissuadèrent plusieurs groupes d'intérêts de financer la campagne de Roosevelt, ce qui handicapa cette dernière. Des divisions survinrent également sur plusieurs points : le financier et industriel George Perkins, cofondateur et secrétaire exécutif du parti, s'opposa à ce qu'une proposition anti-trust soit intégrée à la plateforme progressiste, ce qui choqua de nombreux partisans de la lutte contre les comportements anticoncurrentiels des grandes entreprises, tandis que la militante féministe et pacifiste Jane Addams fut critiquée pour son soutien à un programme électoral prônant la construction de deux nouveaux navires de guerre par an.

Roosevelt déçut également certaines espérances par son conservatisme prudent sur la question des droits civiques des noirs, refusant de se prononcer contre l'éviction des délégués noirs du Sud lors de la convention progressiste de Chicago. Le parti se prononce ainsi contre la reconnaissance des droits civiques des Afro-Américains.

### Campagne présidentielle de 1912

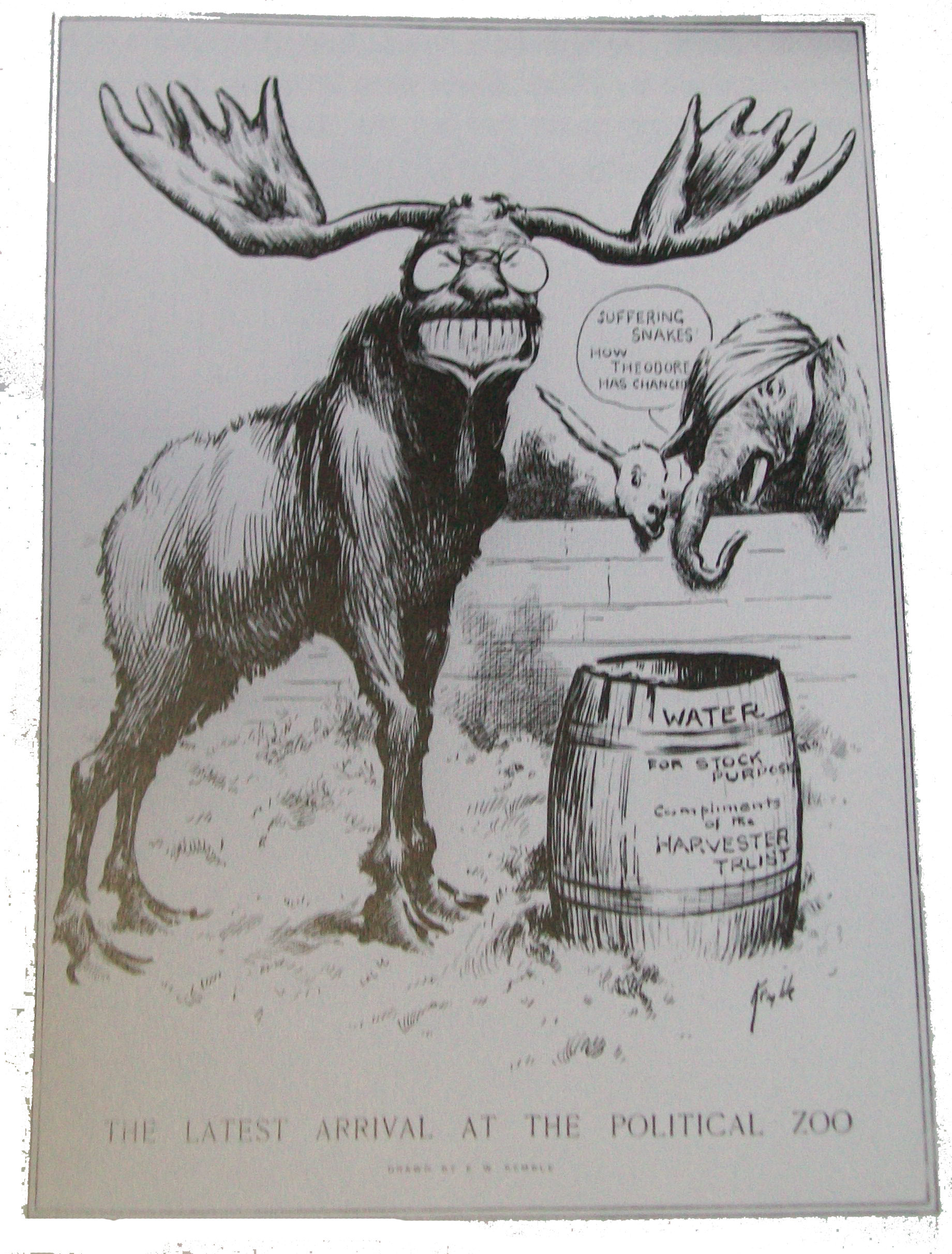
La dernière recrue du zoo politique (caricature de 1912) : doté du sourire féroce de Theodore Roosevelt, l'orignal progressiste intrigue l'âne démocrate et inquiète l'éléphant républicain, plutôt mal-en-point (Taft).

Le parti était surnommé Bull Moose Party (« le parti de l'orignal »), Roosevelt n'hésitant pas à se déclarer « aussi fort qu'un orignal ». Il fit notamment cette comparaison lors de son discours de campagne du 14 octobre à Milwaukee, quand il eut le courage de remonter à la tribune malgré la balle qu'un déséquilibré venait de lui loger dans la poitrine. L'orignal devint la mascotte du nouveau parti, au même titre que l'âne démocrate ou l'éléphant républicain.
Roosevelt termina second, avec 88 grands électeurs et plus de 27 % du vote populaire (score historique pour une candidature de Tiers parti), mais il ne fut premier que dans six États : la Pennsylvanie, le Michigan, le Minnesota, le Dakota du Sud, l'État de Washington et la Californie, dont le gouverneur était Hiram Johnson, colistier de Roosevelt. La candidature de Roosevelt a par conséquent contribué à la défaite de Taft et à la victoire du démocrate Woodrow Wilson.

Ce dernier, ouvert aux idées progressistes avait été choisi par son parti, lors de la convention de Baltimore (27 juin), pour éviter que les démocrates progressistes, menés par William Jennings Bryan, ne se désolidarisent des démocrates conservateurs pour rejoindre Roosevelt. Lors de sa présidence, Wilson appliqua ainsi certaines idées progressistes comme, en 1920, l'extension aux femmes du suffrage universel.

### Dispersion du parti
Avec seulement dix-sept élus au Congrès, les progressistes échouèrent largement aux élections de mi-mandat de 1914.
En juin 1916, le Parti progressiste tint sa seconde convention présidentielle et proposa à Roosevelt d'être à nouveau son candidat. Ce dernier ayant refusé cette offre pour mieux soutenir la candidature du républicain Charles Evans Hughes, la convention opta également pour ce dernier. Après la défaite de Hugues et le retour de la plupart des progressistes (tels qu'Alf Landon ou Harold Ickes) au Parti républicain, le parti fut mis en sommeil pendant près de huit ans.
Il fut en effet absent de l'élection présidentielle américaine de 1920, faute de candidat : ancien colistier de Roosevelt (mort l'année précédente) et souvent considéré comme l'héritier politique de ce dernier, l'ex-progressiste Hiram Johnson avait préféré prendre part aux primaires du Parti républicain, qui désignèrent Warren G. Harding.